# حصانة برلمانية
الحصانة البرلمانية هي نوع من الحماية القانونية التي يعطيها الدستور لنواب الشعب في البرلمان كنوع من الحماية السياسية والقانونية حتى يستطيع النائب أن يؤدي وظيفته الدستورية كاملة (كسلطة تشريعية) بعيدا عن تاثير السلطة التنفيذية على أعضاء البرلمان بالترغيب أو الترهيب.

## الدستور
قد كفل الدستور لاعضاء المجلس حصانة خاصة في بعض الأحكام المقررة في التشريع الجنائى وذلك في حالتين
- الأولى: عدم مؤاخذة أعضاء مجلس الشعب عما يبدونه من الأفكار والآراء في أعمالهم في المجلس أو في لجانه وهو ما يطلق عليه عدم المسئولية البرلمانية.
- الثانية: عدم جواز اتخاذ أية اجراءات جنائية ضد عضو مجلس الشعب -في غير حالة التلبس- الا بإذن سابق من المجلس، وتزول الحصانة عن عضو البرلمان إذا ضبطت الجريمة في حالة تلبس إذ أن حالة التلبس هي حالة تسقط معها كل الحصانات لأن الجريمة تكون مؤكدة ومرتكبها معروف وبالتالي لا توجد أية شبهة أو مظنة للكيد والتلبس المقصود هنا هو المنصوص عليه في قانون الإجراءات الجنائية بحالاته الأربع وهي:

1ـ مشاهدة الجريمة حال ارتكابها
2ـ مشاهدة الجريمة عقب ارتكابها ببرهة يسيرة
3ـ تتبع الجانى اثر وقوع الجريمة
4ـ مشاهدة مرتكبها بعد وقوعها بوقت قريب حاملا أدلة الجريمة. وفي غير ادوار انعقاد المجلس يتعين أخذ اذن رئيس المجلس، والاجراءات الجنائية التي يتعين استئذان رئيس المجلس في غير دور الانعقاد

## تاريخ
ظهرت الحصانة البرلمانية في إنجلترا عام 1688م على أثر قيام الثورة الإنجليزية وإقرار الوثيقة الدستورية المعروفة باسم قانون الحقوق حيث نصت هذه الوثيقة على أن حرية القول - المناقشات - الإجراءات داخل البرلمان لا يمكن أن تكون سببا للملاحقة القضائية أو محلا للمساءلة أمام أي من المحاكم وإقرار هذه الحصانة في إنجلترا كان أساسا لحماية النواب من سلطات الملوك وليس حمايتهم من مواطنيهم والحصانة البرلمانية في إنجلترا كانت قاصرة على الدعاوى المدنية إضافة إلى الإجراءات الخاصة بالدعاوى الجنائية البسيطة فقد استثنت من نطاق هذه الحصانة قضايا الخيانة العظمى وقضايا الجنايات وقضايا الإخلال بالأمن.
ولهذا فقد كان من الممكن دائما القبض على عضو البرلمان في أي من هذه الجرائم دون رفع الحصانة عنه، كما استثنت من الحصانة البرلمانية الجرائم التي ترتكب من أعضاء البرلمان في مواجهة إحدى المحاكم وقد أطلق على هذه الجرائم ' جرائم إهانة المحكمة ' إلا أنه حدث تطور هام خلال القرن الثامن عشر في مجال الحصانة البرلمانية، فقد صدر قانون ينظم أحكامها ويضع بعض القيود والضوابط لكيفية مباشرتها.

### فرنسا
أما في فرنسا نجد أن الحصانة قد وجدت في معظم المواثيق الدستورية الفرنسية بذات المضمون الذي كانت عليه في المواثيق الإنجليزية، فقد نص عليها بداية في قرار الجمعية التأسيسية الفرنسية الصادرة في 23 يونيو 1789م ثم نص عليها في دستور عام 1791م. ثم في دستور 1795 وكذلك الدساتير المتتالية في عام 1799 ودستور عام 1848 ودستور 1875 ودستور 1946م وأخيراً الدستور الحالي الصادر عام 1958م فقد تضمنت كل هذه الدساتير مبدأ الحصانة ضد المسئولية البرلمانية أما عن الحصانة البرلمانية ضد الإجراءات الجنائية فقد وجدت في فرنسا منذ وقت بعيد نسبيا حيث نص عليها بداءة في قرار الجمعية التأسيسية الصادر في 26 يونيو سنة 1790 م.
هذا ولا زالت تلك القواعد والأحكام سارية المفعول حتى الآن.

### مصر
و في مصر لم تتضمن أول وثيقة دستورية عرفتها مصر وهي لائحة تأسيس مجلس شورى النواب وانتخاب أعضائه الصادرة في 22 أكتوبر 1868 نصا يشير إلى الحصانة ضد المسئولية البرلمانية. وقد يكون ذلك راجعا إلى حداثة العهد بالنظم الديمقراطية فقد كان هذا المجلس أول تجربة للحياة النيابية في مصر، فكان أمرا طبيعيا ألا يتقرر للأعضاء كافة الضمانات التي تحقق لهم حرية التعبير أو القول عند مباشرة وظائفهم النيابية، ولكن وبمجرد أن استقرت الحياة النيابية وعلى أثر إعادة تشكيل مجلس النواب عام 1882 نجد أن اللائحة الأساسية لهذا المجلس والتي صدرت في 7 فبراير 1882 قد تضمنت نصا يقرر الحصانة لأعضائه ضد المسئولية البرلمانية وهو نص المادة الثالثة الذي جاء به (النواب مطلقو الحرية في إجراء وظائفهم وليسوا مرتبطين بأوامر أو تعليمات تصدر لهم تخل باستقلال آرائهم ولا بوعد أو وعيد يحصل اليهم).
كما تضمن دستور 1930م نصا مماثلا للنص السابق. إلا أن هذا الدستور الغي بأمر الملكي رقم 118 الصادر في 12 ديسمبر عام 1935م وعاد العمل بدستور عام 1923 م بما كان يتضمنه من نصوص خاصة بالحصانة البرلمانية. ثم نص بعد ذلك على الحصانة ضد المسئولية البرلمانية في أول دستور دائم لمصر بعد قيام الثورة وهو دستور 1956م، أما الدستور المؤقت الصادر 1958م فقد أتى خاليا من النص على الحصانة البرلمانية وقد يرجع ذلك إلى ظروف الوحدة مع القطر السوري آنذاك وبعد أن تم الانفصال عن القطر السوري عاد المشرع الدستوري المصري ونص على الحصانة ضد المسئولية البرلمانية في دستور 1964م. وأخيرا صدر دستور 1971م متضمنا على الحصانة ضد المسئولية فقد جاء نص المادة (98) كما يلي ' لا يؤاخذ أعضاء مجلس الشعب عما يبدونه من الأفكار والآراء في أداء أعمالهم في المجلس أو في لجانه '.
وتم إلغاء دستور 1971عقب ثورة 25يناير 2011
وتم العمل بالإعلان الدستوري الذي تم الاستفتاء عليه في مارس 2012
ولقد استمرت هذه المادة في دستور 2012 الذي تم إلغاؤه في 2013عقب الانقلاب العسكري في 3يوليو 2013أو ثورة 30يونيو 2013
واستمرت هذه المادة في دستور 2014 الذي تم إقراره في عهد الرئيس المعين المستشار العادلي منصور

## وصلات خارجية
- قانون الحصانة البرلمانية (المغرب) في جوريسبيديا.
- الاثار القانونية للحصانة البرلمانية (العراق) في جوريسبيديا.